# Jahrbuch Database
Jahrbuch Database — база данных при Европейском математическом обществе (Electronic Research Archive for Mathematics) содержащая самые выдающиеся работы по математике и теоретической физике, опубликованные с 1868 по 1942 годы. Управляется Fiz-Karlsruhe.